# Denis Zanette
Denis Zanette (Sacile, 23 marzo 1970 – Pordenone, 10 gennaio 2003) è stato un ciclista su strada italiano.
Professionista dal 1995 al 2002, vinse due tappe al Giro d'Italia.

## Carriera
Iniziò a correre in bicicletta a 6 anni. Gareggiò per la Sacilese vincendo 27 corse con i giovanissimi e 6 con gli juniores. Dal 1989 al 1994 fu dilettante e vinse altre 15 gare tra cui il Campionato italiano dilettanti e la Astico-Brenta.
Passò professionista nel 1995 e lavorò per capitani come Casagrande e Rebellin; fu proprio quest'ultimo a volerlo in nazionale per il Mondiale del 2000 a Plouay.
Tra le sue cinque vittorie spiccano le due tappe al Giro d'Italia. Da ricordare anche il terzo posto al Giro delle Fiandre del 2001.
Nel 2003, dopo una visita dentistica, morì a soli 32 anni per una crisi cardiaca derivante da una patologia cardiaca polmonare. Lasciò la giovane moglie e le due figlie piccole.
Subito dopo la sua scomparsa è nata l'Associazione sportiva dilettantistica Amici di Denis che ogni anno organizza il Memorial Denis Zanette.

## Palmarès
- 1994

Astico-Brenta
G.P. Coop Levane
- 1995 (Aki-Gipiemme, una vittoria)

18ª tappa Giro d'Italia (Stradella > Santuario di Vicoforte)
- 1996 (Aki-Gipiemme, una vittoria)

1ª tappa Giro di Sardegna (Quartu Sant'Elena)
- 1997 (Aki-Safi, una vittoria)

8ª tappa Giro del Portogallo (Seia > Braganza)
- 2000 (Liquigas, una vittoria)

16ª tappa Giro di Danimarca (Ringkøbing > Viborg)
- 2001 (Liquigas, una vittoria)

10ª tappa Giro d'Italia (Lido di Jesolo > Lubiana)

### Altri successi
- 1997 (Aki-Safi)

Classifica a punti Giro del Portogallo
- 2001 (Liquigas)

Classifica a punti Setmana Catalana

## Piazzamenti

### Grandi Giri
- Giro d'Italia

1995: 71
1996: 54º
1997: 77º
1998: fuori tempo (17ª tappa)
1999: 107º
2000: ritirato (17ª tappa)
2001: 101º
2002: 119º
- Tour de France

1995: ritirato (11ª tappa)
- Vuelta a España

1996: 71º
2002: 104º

### Classiche monumento
- Milano-Sanremo

1995: 82º
1996: 83º
1999: 147º
2000: 91º
2001: 51º
- Giro delle Fiandre

1996: 54º
1999: 9º
2000: 37º
2001: 3º
2002: 42º
- Parigi-Roubaix

1995: 46º
1996: 25º
1997: 34º
1999: 12º
2000: 47º
2001: 18º
2002: 29º
- Giro di Lombardia

2000: 42º

### Competizioni mondiali
- Campionati del mondo

Plouay 2000 - In linea: 51º

## Riconoscimenti
- Borraccia d'oro alla memoria dell'Associazione Ex Ciclisti della Provincia di Treviso nel 2006